# 沃什本鎮區 (密蘇里州巴里縣)
沃什本鎮區（英語：Washburn Township）是位於美國密蘇里州巴里縣的一個行政鎮區。

## 地方資料
沃什本鎮區的面積為74.20平方千米，當中陸地面積為74.17平方千米，而水域面積為0.02平方千米。根據2020年美國人口普查的數據，當地共有人口1159人，而人口密度為每平方千米15.62人。